# Vitrivka, Makariv
Vitrivka (în ucraineană Вітрівка) este un sat în comuna Pașkivka din raionul Makariv, regiunea Kiev, Ucraina.

## Demografie
Componența lingvistică a localității Vitrivka
     Ucraineană (98,25%)
     Rusă (1,4%)
     Alte limbi (0,35%)
Conform recensământului din 2001, majoritatea populației localității Vitrivka era vorbitoare de ucraineană (98,25%), existând în minoritate și vorbitori de rusă (1,4%).